# Samsonite
Samsonite International SA is een Amerikaanse fabrikant en retailer van bagage, met producten variërend van grote koffers tot kleine toilettassen en aktetassen. Het bedrijf werd opgericht in Denver, Colorado, Verenigde Staten. Het hoofdkantoor is gevestigd in Luxemburg en het is beursgenoteerd aan de Hong Kong Stock Exchange.

## Geschiedenis
Het bedrijf werd op 10 maart 1910 in Denver, Colorado, opgericht door de in Black Hawk, Colorado geboren bagageverkoper Jesse Shwayder (1882–1970) als de Shwayder Trunk Manufacturing Company. Shwayder, een religieus man, noemde een van zijn eerste koffers Samson, naar de bijbelse sterke man, en begon het handelsmerk Samsonite in 1941 te gebruiken voor zijn taps toelopende koffer van gevulkaniseerde vezel, geïntroduceerd in 1939. In 1965, nadat de Samsonite-koffer het best verkochte product werd, veranderde het bedrijf zijn naam in SAMSONITE. Jarenlang maakte de dochteronderneming SAMSONITE Furniture Co. klapstoelen en kaarttafels in Murfreesboro, Tennessee.
De familie Shwayder verkocht het bedrijf in 1973 aan Beatrice Foods. In 1974 bracht het bedrijf de eerste koffer op wieltjes van het merk uit. Samsonite opereerde relatief onafhankelijk binnen Beatrice tot 1986, toen het bedrijf werd verkocht aan Kohlberg Kravis Roberts (KKR). Vervolgens onderging het bedrijf in de jaren tachtig en in de jaren negentig meerdere eigendomswisselingen. Eerst werd Samsonite afgesplitst van KKR als onderdeel van E-II, dat onder controle kwam van American Brands. E-II ging failliet en werd omgedoopt tot Astrum International. In 1993 kocht Astrum American Tourister-bagage als aanvulling op Samsonite. In 1995 splitste Astrum zich en kreeg een onafhankelijk Samsonite (nu inclusief American Tourister) opnieuw zijn hoofdkantoor in Denver.
De fabriek in Denver, waar op het hoogtepunt 4.000 mensen werkten, sloot in mei 2001. Het hoofdkantoor van Samsonite verhuisde van Denver naar Mansfield, Massachusetts, na een eigendomsoverdracht in mei 2005.
Samsonite verhuisde met ingang van 1 september 2005 haar Amerikaanse marketing- en verkoopkantoren van 91 Main Street in Warren, Rhode Island, naar Mansfield, Massachusetts.
In 2005 werd het bedrijf overgenomen door Marcello Bottoli, voormalig CEO van Louis Vuitton, om hen uit een lange inzinking te halen. Bottoli verliet het bedrijf in 2009.
In juli 2007 nam financiële investeerder CVC Capital Partners Samsonite over voor $ 1,7 miljard. CVC Capital Partners Ltd. werd de vijfde eigenaar van Samsonite in 21 jaar tijd.
Op 2 september 2009 diende Samsonite Company Store LLC (US Retail Division), formeel bekend als Samsonite Company Stores Inc, het faillissement van Chapter 11 in. Het was van plan om tot 50% van zijn winkels te sluiten en het merk "Black Label" in de Verenigde Staten stop te zetten.
In juni 2011 haalde Samsonite US$ 1,25 miljard op bij een beursintroductie in Hongkong.
In augustus 2012 betaalde Samsonite 35 miljoen dollar in contanten om het high-end bagagemerk Hartmann, dat werd opgericht in 1877, te kopen.
In juni 2014 stemde Samsonite ermee in om het technische outdoorrugzakmerk Gregory Mountain Products van Black Diamond, Inc. te kopen voor US$85 miljoen in contanten.
In maart 2016 stemde Samsonite ermee in om luxe bagagemaker Tumi te kopen voor $1,8 miljard in zijn grootste overname ooit.
In april 2017 stemde Samsonite ermee in om eBags over te nemen voor $ 105 miljoen in contanten. eBags genereerde in 2016 een omzet van $ 158,5 miljoen, een stijging van 23,5% ten opzichte van $ 128,3 miljoen in 2015.

## Toetreding tot de speelgoedmarkt
Vanaf 1961 produceerde en distribueerde Samsonite Lego-bouwspeelgoed voor de Noord-Amerikaanse markt onder licentie van het Deense moederbedrijf. Een licentiegeschil maakte in 1972 een einde aan de regeling in de VS, maar Samsonite bleef tot 1986 de distributeur in Canada. Albert H. Reckler, toenmalig hoofd Militaire en exportverkoop voor de bagagedivisie, bracht Samsonite op het idee om Lego in de VS te produceren en te verkopen. Hij en Stan A. Clamage speelden een belangrijke rol bij het vestigen van het merk Lego in de Verenigde Staten. Dit was onderdeel van een algemene uitbreiding van het bedrijf naar speelgoedproductie in de jaren zestig, die in de jaren zeventig werd stopgezet.

## Productie

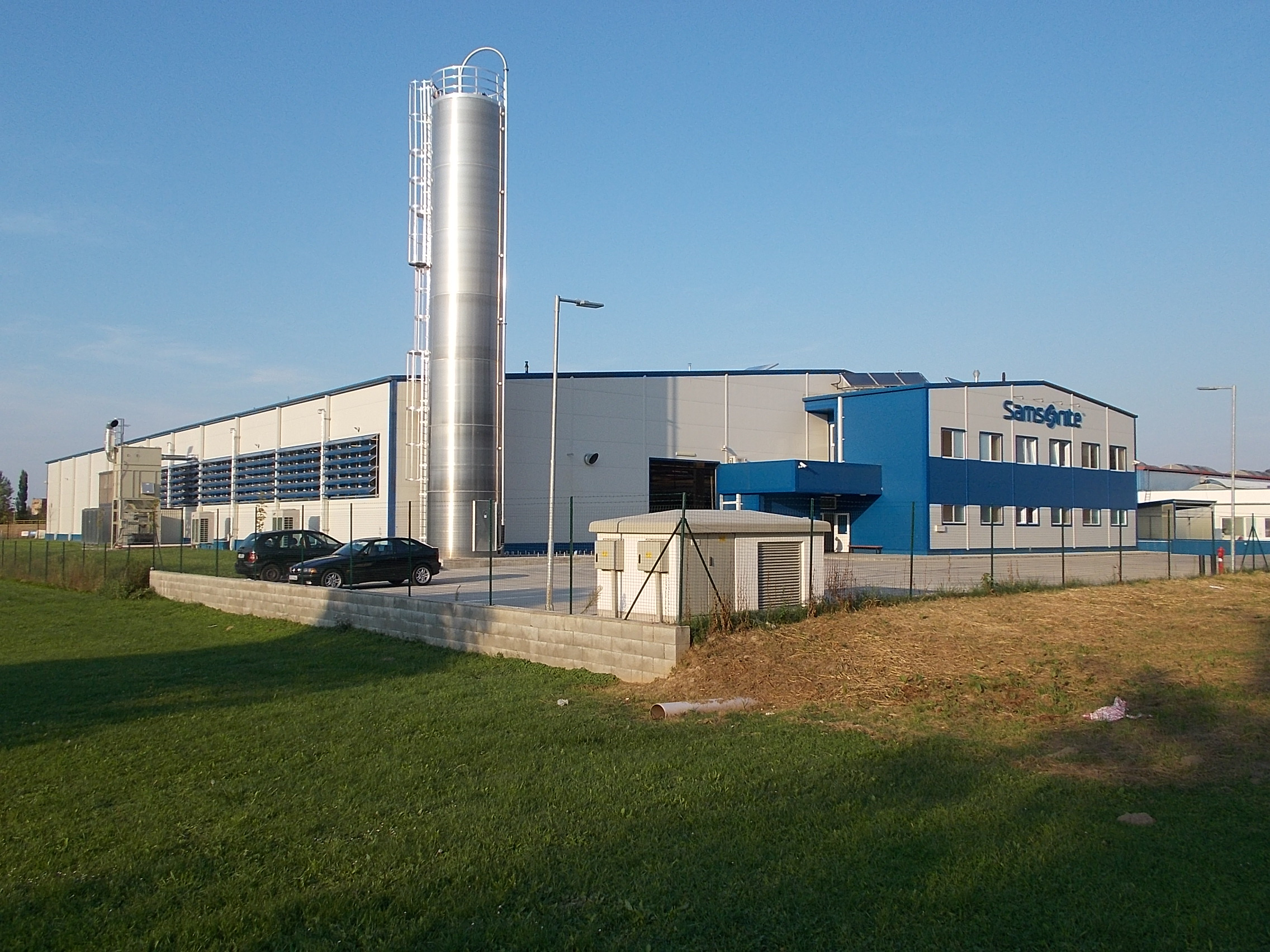
Samsonite-fabriek in Szekszard, Hongarije

Veertig procent van alle koffers van Samsonite wordt vervaardigd in de fabriek in Nashik, India. Samsonite produceert ook koffers in China. Samsonite heeft twee assemblagefabrieken in Hongarije.
Samsonite werd beoordeeld met een onvoldoende door de Better Business Organization, voornamelijk vanwege slechte klantenservice.

## Concurrenten
- Delsey
- Red Oxx Manufacturing
- VIP industries